# Publius Cornelius Scipio Africanus maior

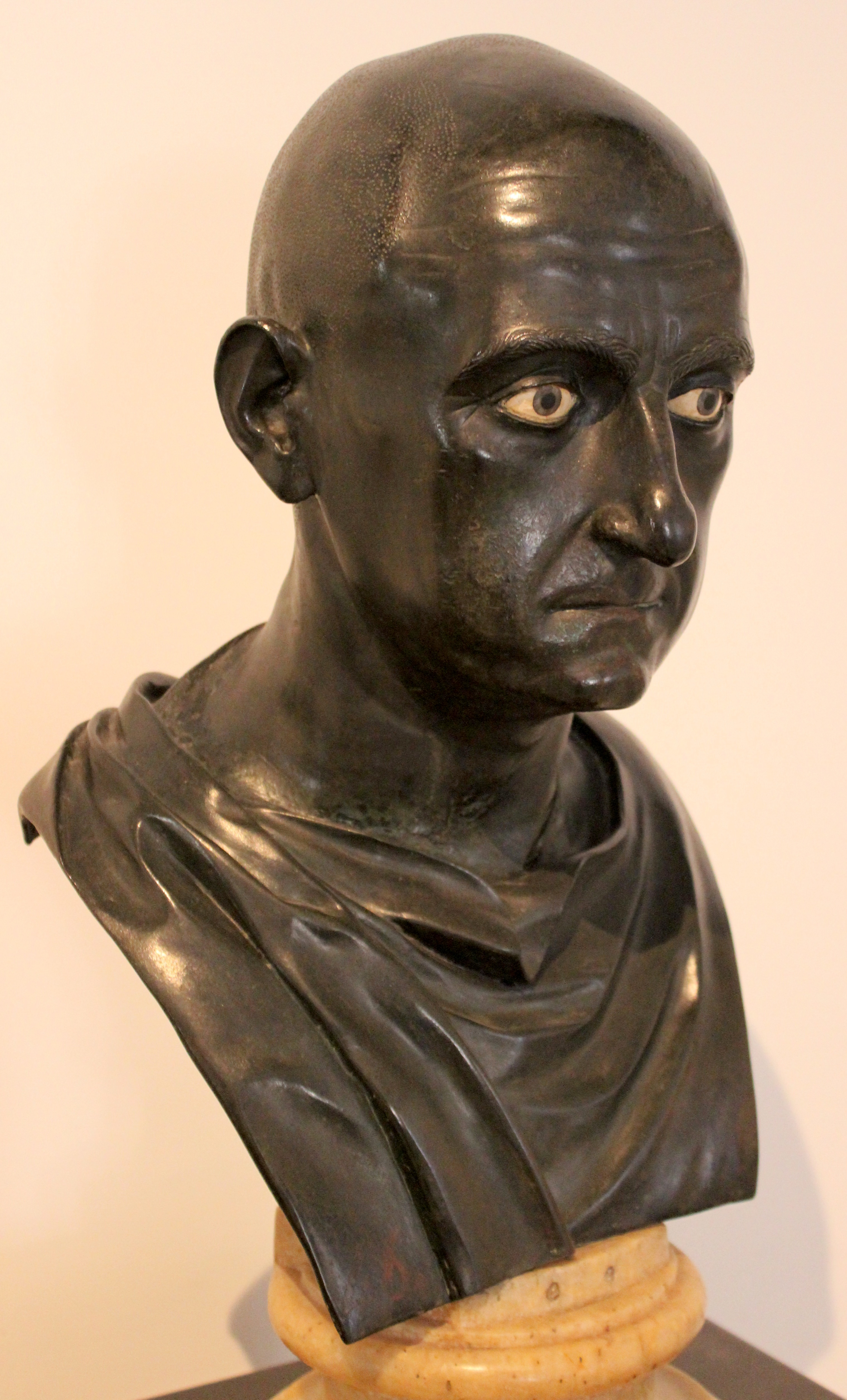
Bronzen buste van Scipio, gedateerd 1e eeuw v.Chr. (Nationaal Archeologisch Museum)

Publius Cornelius Scipio Africanus Maior (236 – 183 v.Chr.) was een Romeinse generaal en politicus die in de Tweede Punische Oorlog op jonge leeftijd oorlog voerde in Spanje en uiteindelijk Hannibal in Africa versloeg. Hij was eenmaal censor, tweemaal consul en twaalfmaal princeps senatus (eerste van de senaat). Ondanks de vele ambten die hij heeft bekleed, kon hij zich als politicus niet handhaven en moest hij zich onder druk van figuren als Cato terugtrekken uit het politieke leven. Hij heeft geen enkele veldslag verloren en geldt door zijn overwinning op Hannibal als een der grootste veldheren ooit.
Er is weinig bekend over zijn leven, omdat zijn memoires vernietigd zijn. Hij was ontwikkeld, sprak Punisch en Grieks en schreef zijn memoires in het Grieks. Deze hellenofilie zou een trend worden bij de Romeinse hogere klassen.

## Vroege leven
Als zoon van Publius Cornelius Scipio I werd hij in 236 v.Chr.(of 235 v.Chr.) geboren, uit een geslacht dat een belangrijke rol speelde in de Romeinse politiek. Tijdens de oorlog in Illyrië waren de Scipiones erg machtig geworden, hierdoor was Publius Cornelius Scipio dan ook de aangewezen figuur om in 218 v.Chr. de invasie van Hannibal Barkas tot stilstand te brengen. De jonge Scipio, die in de staf van zijn vader diende, toonde zijn moed bij de rivier Ticinus (218 v.Chr.) toen hij zijn vader van de dood redde en hiervoor werd hij gelauwerd met de hoogste legeronderscheiding, de Corona civica. Ook bij de dramatische slag bij Cannae (216 v.Chr.) was hij aanwezig als militaire tribuun en voorkwam desertie van de overlevenden na de nederlaag bij het Apulische Canusium. In 212 v.Chr. werd hij samen met zijn broer Lucius op slechts vijfentwintigjarige leeftijd gekozen tot aedilis curulis. Het daaropvolgende jaar leden de Romeinen een nederlaag in de Slag bij de Boven-Baetis, Hispania, tegen Hannibal's broer Hasdrubal Barkas. Scipio’s vader en oom werden verslagen en gedood. Al snel leek de oorlog in Hispania een verloren zaak. Toen geen enkele van de oudere veldheren vrijwillig daarheen durfde op te trekken, stelde Scipio zich toch kandidaat in 210 v.Chr.

## Hispania
Hoewel hij geen magistraat was en nog geen praetor of consul geweest was, kreeg hij dezelfde proconsulaire bevoegdheden als een consul, ook op militair gebied. Met slechts tienduizend infanteristen en enkele duizenden cavaleristen ontscheepte hij in 210 v.Chr. op eigen terrein nabij Emporiae, thans het Catalaanse Empúries, terwijl de Carthagers vrijwel al het land bezuiden de rivier de Ebro in handen hadden. De lessen die hij van Hannibal leerde, voerde hij door in zijn hervormingen: de cohort als legeronderdeel voor een doelmatige bevelstructuur en de bewapening van zijn infanteristen met de korte gladius. Scipio begon met het sluiten van allianties en gaf opdracht tot het verkennen van de Carthaagse gebieden. Zo ontdekte hij dat de Carthagers met drie legers opereerden, die niet goed samenwerkten en vaak onenigheid hadden, en dat Carthago Nova (het huidige Cartagena) bewaakt werd door slechts duizend man. Vanaf Tarraco, het huidige Catalonische Tarragona, ondernam hij in 209 v.Chr. een grote militaire operatie, waarin hij met maritieme ondersteuning honderden kilometers zuidwaarts naar Carthago Nova oprukte en de stad belegerde. Omdat de baai bij de stad bij eb bijna droog lag, kon hij de Carthagers over land aanvallen en de stad innemen. Bij de slag bij Baecula (208 v.Chr.) en de slag bij Ilipa (206 v.Chr.), beide in Hispania Baetica in de regio van het huidige Sevilla, wist hij de Carthagers in de pan te hakken en definitief te verjagen uit het Iberisch Schiereiland. Bij Ilipa bleek Scipio ook op tactisch niveau van de vijand geleerd te hebben door toepassing van een voorwaartse variant van Hannibal's klassiek geworden dubbele tangbeweging in de Slag bij Cannae.

## Africa
Quintus Fabius Maximus 'Cunctator', de pleitbezorger van de vertragingstactiek tegen Hannibal in Italië, en vele andere senatoren hadden moeite met de snel rijzende ster van het jonge militaire talent en probeerden zijn macht in te perken. Ze konden echter niet voorkomen dat Scipio toestemming kreeg om Africa binnen te vallen. In 203 v.Chr. versloeg hij in samenwerking met de pro-Romeinse Numidische leider Massinissa in de Slag bij de Bagradas eerst Carthaagse troepen onder bevel van Hasdrubal Gisco en Numidiërs die nog gehoorzaamden aan koning Syphax. Massinissa kon daarop koning worden. (De Numidiërs waren tot dan toe in principe bondgenoten van Carthago, waarvan er heel wat met Hannibal meevochten in Italië.) De regering van Carthago werd vervolgens tot onderhandelingen gedwongen. Hannibal was genoodzaakt met zijn troepen uit Italië terug te keren om de acute bedreiging van de stad Carthago af te wenden. Hij overreedde de regering van Carthago verder te vechten. Dit resulteerde in de Slag bij Zama Regia in de buurt van Carthago, waarin Scipio de Tweede Punische Oorlog beslechtte door Hannibal te verslaan, dankzij zijn elitetroepen, tactisch vernuft en de sterke Numidische cavalerie van Massinissa. Carthago tekende het jaar daarop een door de Romeinen opgelegd verdrag dat het einde betekende van Carthago als serieuze rivaal van Rome. De Senaat gaf Scipio de toenaam Africanus als eerbetoon voor zijn overwinning in Africa. Het verdrag met Carthago werd overigens door sommigen in Rome veel te genereus gevonden. Hannibal was zelfs nog een politieke rol in zijn eigen stad gegund! De staatsman Marcus Porcius Cato Censorius maior zou van toen af met zijn legendarisch geworden retoriek onophoudelijk pleiten voor de volledige verwoesting van Carthago.

## Verdere carrière
In 199 v.Chr. werd Scipio tot censor gekozen en princeps senatus. In 194 v.Chr. was hij consul. Scipio waarschuwde tegen de Hellenistische staten in het oosten, en was dan ook legaat in de oorlog tegen Antiochus III, de koning der Seleuciden. Bij de Slag bij Magnesia (189 v.Chr.) versloeg hij Antiochus III samen met zijn broer Lucius.

## Pensioen en overlijden
Marcus Porcius Cato ‘de Censor’ was een tegenstander van de Scipiones en begon Lucius en Publius in 185 v.Chr. te beschuldigen van het achterhouden van de opbrengst van de oorlog tegen Antiochus. Ook werd Publius beschuldigd van corruptie en het aannemen van steekpenningen van Antiochus. Publius werd niet veroordeeld, mede dankzij zijn status als oorlogsheld; Lucius werd toen ook vrijgesproken, maar werd na Publius' dood alsnog voor iets anders veroordeeld. Niettemin was het duidelijk dat Publius' rol in de politiek uitgespeeld was. Nog steeds last hebbend van de ziekte die hij in het oosten opgelopen had, trok Scipio zich terug in zijn landgoed in Liternum, waar hij in 183 v.Chr. op 53-jarige leeftijd overleed, mogelijk aan deze ziekte, maar de omstandigheden van zijn dood zijn enigszins verdacht.

## Nakomelingen
Scipio Africanus was getrouwd met Aemilia, de dochter van Lucius Aemilius Paullus (de consul bij Cannae). Zijn dochter Cornelia zou de moeder worden van Tiberius Sempronius Gracchus, wiens hervormingen op het gebied van landverdeling eindigde in het eerste politieke geweld in Rome en zijn dood. Zijn zoon, Publius genaamd, zou later de zoon van Lucius Aemilius Paulus Macedonicus adopteren, met de naam Publius Cornelius Scipio Aemilianus Africanus minor. Cornelia werd in het troostschrift Consolatio ad Helviam matrem van de Romeinse stoïcijns filosoof Seneca geprezen om haar wijsheid als moeder. Hij prees haar omdat zij niet rouwde om de dood van tien van haar twaalf kinderen, maar blij was dat Fortuna haar de Gracchen als zoons had gegeven.

## Scipio en de kunst

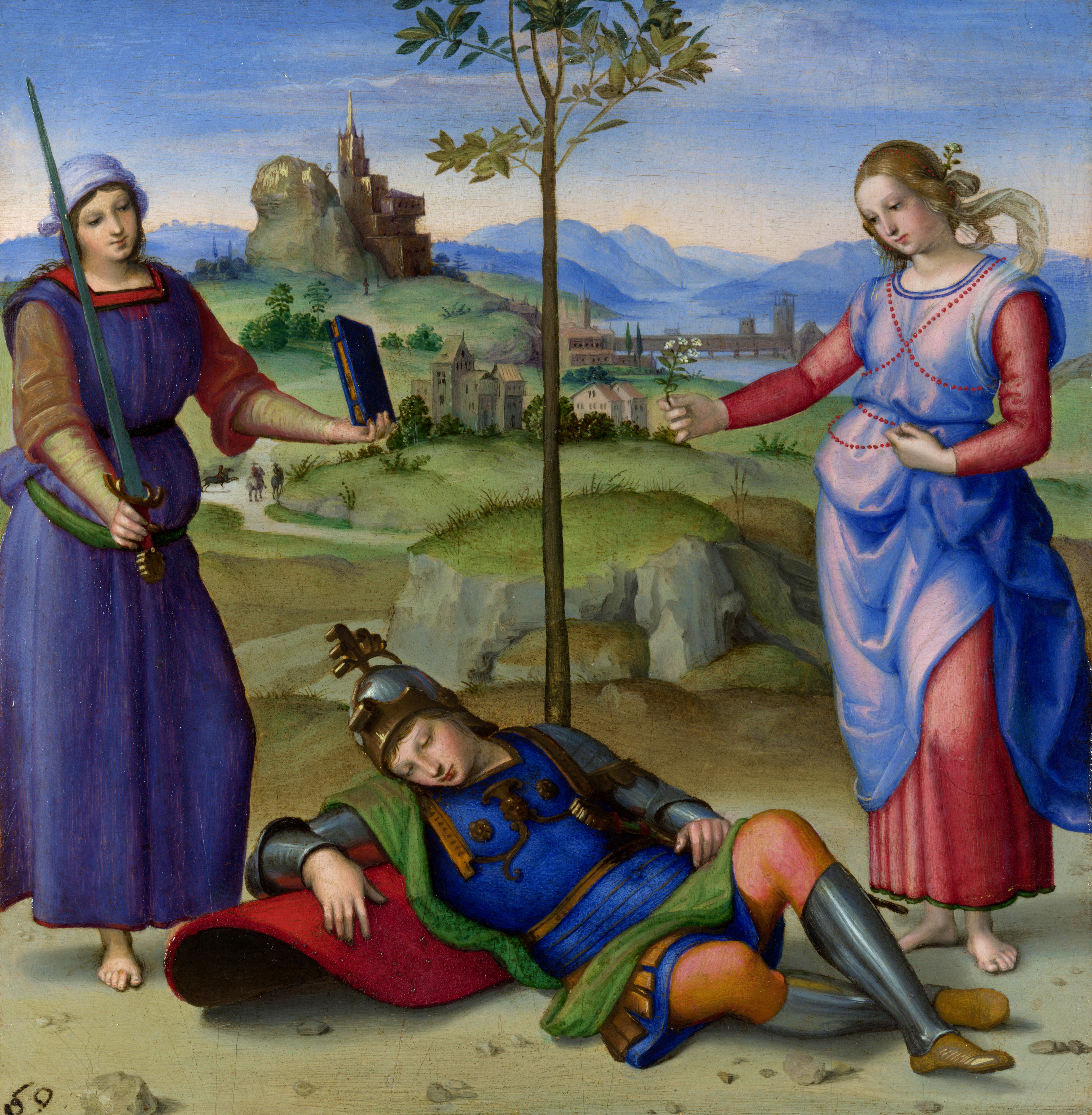
De droom van de ridder van Rafaël.

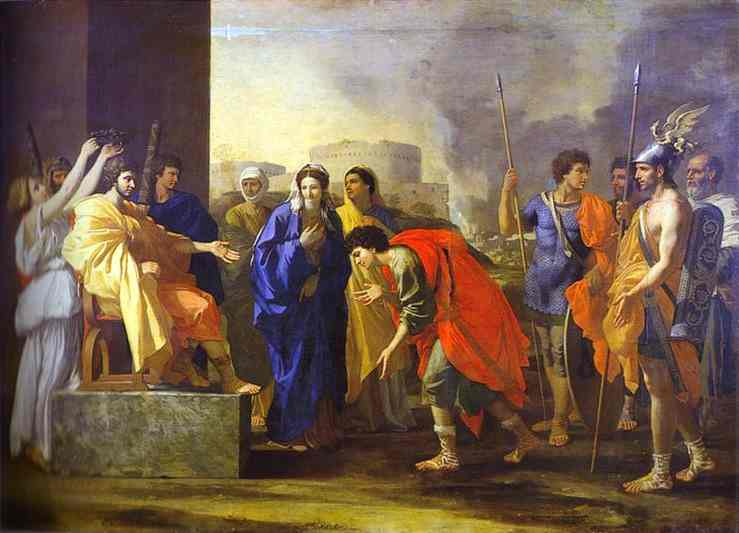
De onthouding van Scipio, Poussin.

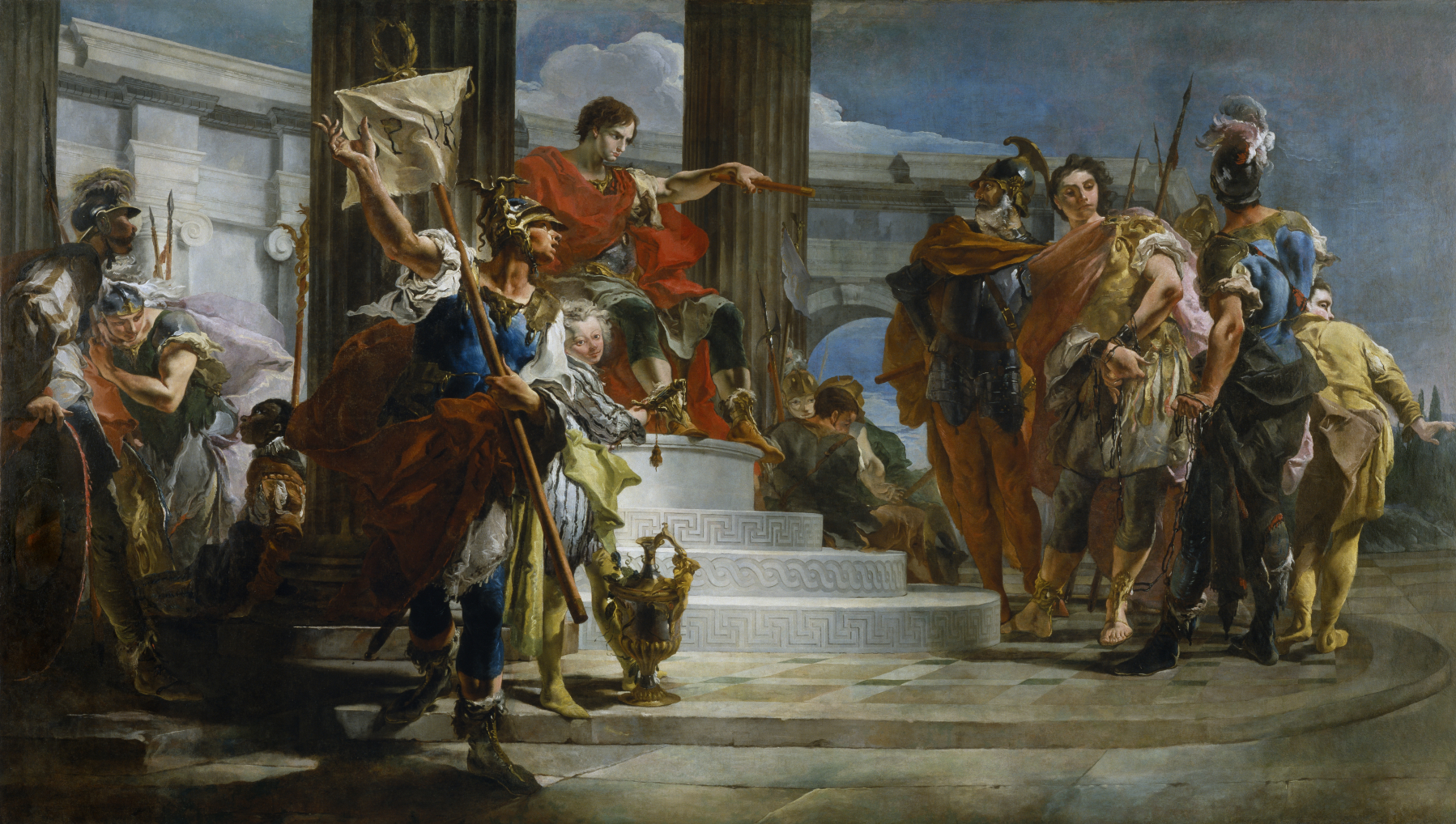
Scipio bevrijdt Massiva van Tiepolo.

Scipio's leven en daden waren een inspiratie voor vele kunstwerken.

### Muziek
- In de klassieke muziek is Scipio het onderwerp van opera's zoals Scipione van Georg Friedrich Händel.
- Scipio wordt vermeld in de tweede zin van het Italiaans volkslied: "dell'elmo di Scipio, s'è cinta la testa" - "met de helm van Scipio heeft zijn hoofd zich getooid".

### Schilderkunst
- 1504: De Romeinse soldaat op De droom van de ridder van Rafaël zou Scipio voorstellen.
- 1640: De onthouding van Scipio van Nicolas Poussin.
- Tussen 1719 en 1721: Scipio Africanus bevrijdt Massiva van Giovanni Battista Tiepolo.

### Films en tv
- 1937: Scipione l'africano, film door Carmine Gallone.
- 1971: Scipione detto anche l'Africano, film door Luigi Magni.
- 1983: The Cleopatras, televisieserie door de BBC.
- 2000: Gladiator, film door Ridley Scott: in het colosseum wordt de slag bij Zama Regia nagespeeld, maar de hoofdfiguur Maximus en de andere gladiatoren, die de Carthagers naspelen, verslaan Scipio en vervalsen dus in feite de geschiedenis. Omdat Scipio in werkelijkheid geen enkele nederlaag leed, komt keizer Commodus verhaal halen bij de gladiatoren.
- 2006: Hannibal - Rome's Worst Nightmare, televisiefilm door de BBC.